# Chu Minh
Chu Minh (5 tháng 1 năm 1931 – 17 tháng 10 năm 2023) là một nhạc sĩ Việt Nam thuộc thể loại nhạc đỏ. Ông là một trong số ít nhạc sĩ Việt Nam đương thời thành công với cả hai loại hình thanh nhạc và khí nhạc. 
Số lượng tác phẩm mà Chu Minh sáng tác không nhiều nhưng tác phẩm của ông cũng đã thể hiện Chu Minh là người tiên phong trong nền âm nhạc mới Việt Nam. Phong cách âm nhạc của Chu Minh có tính trữ tình, triết lý suy tư ngay cả trong các ca khúc, nhạc giao hưởng – thính phòng cũng như âm nhạc cho sân khấu và điện ảnh. Ngoài ra, âm nhạc của Chu Minh "không dễ dãi, không gò bó" nhưng vẫn logic trong sự phát triển hình tượng qua các phương tiện của ngôn ngữ âm nhạc.

## Thân thế
Chu Minh có tên khai sinh là Triệu Đạt Hiền. Ông sinh ngày 5 tháng 1 năm 1931. Chu Minh chào đời tại căn nhà số 2 phố Cột Đồng Hồ (nay là Nút giao Nam Chương Dương, gần sông Hồng, Hà Nội). Ông trưởng thành trong một gia đình công chức khá giả. Từ nhỏ, ông tỏ ra là người có niềm say mê âm nhạc. Chu Minh bắt đầu học đàn vĩ cầm từ năm 11 tuổi. Dần dần, thời gian ông dành cho cây đàn đã chiếm gần hết thời gian lên lớp học văn hoá. Cách mạng Tháng Tám diễn ra thành công ở Việt Nam nhưng ngay sau đó chiến tranh Đông Dương bùng nổ tại quốc gia, Chu Minh tình nguyện tham gia Cách mạng.

## Cuộc đời và sự nghiệp

### Hoạt động cách mạng
Từ năm 1947 đến 1950, Chu Minh công tác tại Đội võ trang tuyên truyền Ban Tuyên huấn Trung Ương. Ông bắt đầu sử dụng bút danh Chu Minh để sáng tác các ca khúc "Việt Trung Xô" và "Chiến thắng biên giới" vào năm 1950. Sau đó, Chu Minh là một trong 10 người được cử đi học Trung Nam Nghệ thuật học viện tại Vũ Hán (Trung Quốc) với chương trình trung cấp ngắn hạn về âm nhạc. Thập niên 1950, ông là một những người đầu tiên thành lập Đoàn văn công nhân dân Trung ương trong thời kì chiến tranh Đông Dương.  Khi phụ trách ở Đoàn Ca múa nhạc Trung ương, ông thường xuyên được mời vào Phủ Chủ tịch biểu diễn cho Hồ Chí Minh nghe. Cuộc kháng chiến của Việt Nam đã giúp cho Chu Minh hình thành một nhân sinh quan mới, là cơ sở để ông sáng tác một số ca khúc được phổ biến trong vùng chiến dịch như "Hoa sen" hay "Ta yêu cụ Hồ". Sau hiệp định Genève năm 1954, Chu Minh cùng một số nghệ sĩ và nhạc sĩ như Thái Thị Liên, Lưu Hữu Phước tham gia Đoàn Hợp xướng Hoà Bình đi thu thanh một số ca khúc, hợp xướng, nhạc dân tộc, nhạc chèo tại thành phố Thượng Hải trong 6 tháng. Cùng năm, Tố Hữu đã mời ông làm Vụ phó Vụ văn nghệ, nhưng Chu Minh từ chối vì cho rằng bản thân "không mặn mà với chức tước công danh", sau đó ông xuống Hải Phòng hoạt động.

### Du học nước ngoài
Từ năm 1961 đến năm 1965, Chu Minh học chuyên ngành Sáng tác bậc Đại học tại Nhạc viện Trung ương Bắc Kinh. Ông được học Tô Hạ, một nhà soạn nhạc người Trung Quốc từng được đào tạo tại Hoa Kỳ. Qua đó, Chu Minh đã thay đổi hoàn toàn tư duy trong ca khúc thành tư duy khí nhạc. Trong khoảng thời gian này, ông viết nhiều tác phẩm ở các hình thức và thể loại khác nhau, trong đó có "Liên ca khúc" dựa trên 6 bài thơ trong tập "Nhật ký trong tù" của Hồ Chí Minh và tổ khúc giao hưởng "Miền nam tuyến đầu" gồm 3 chương. "Miền nam tuyến đầu" được Chu Minh sáng tác trong 2 tháng của năm 1963, từng được Nhạc viện Trung ương Bắc Kinh tổ chức biểu diễn vào cuối năm, đồng thời còn được Trần Quý chỉ huy trong buổi biểu diễn tại Novosibirsk năm 1987. Tác phẩm còn trở thành một trong những "tác phẩm kinh điển" và thành công của nền âm nhạc giao hưởng mới Việt Nam, và liên tục được phát thanh trên Đài tiếng nói Việt Nam.

### Trở về nước sáng tác
Sau khi tốt nghiệp đại học, ông trở Trường Âm nhạc Việt Nam (nay là Học viện Âm nhạc Quốc gia Việt Nam) để giảng dạy chuyên ngành sáng tác, đồng thời từng có thời gian làm Chủ nhiệm của khoa Lý luận – Sáng tác – Chỉ huy của trường. Ông tiếp tục sáng tác thanh nhạc và khí nhạc, qua đó dần tạo được phong cách sáng tác riêng cho mình. Trong thời điểm miền Bắc Việt Nam đối phó với không lực Mỹ trong cuộc chiến tranh Việt Nam, Chu Minh được thứ trưởng bộ Văn hóa phân công làm hiệu trưởng Trường Văn hóa – nghệ thuật Tây Bắc. Ông tiếp tục từ chối và đồng nghĩa đối mặt với việc không có lương trong thời kỳ bao cấp. Trong nửa năm ông phải kiếm sống bằng từng bản phối khí cho Đài tiếng nói Việt Nam với mỗi bản là 5 đồng.
Năm 1969, Hồ Chí Minh qua đời. Ông và hàng loạt các nhạc sĩ đương thời tỏ ra đau xót "như đang đứng trước vách thăm thẳm của cảm xúc". Chu Minh "nghiêng ngã liên tục" từ khi Hồ Chí Minh qua đời. Chính cảm xúc này đã giúp ông sáng tác được tác phẩm "Đất nước nghiêng mình" nhằm tưởng nhớ vị chủ tịch. Cùng lúc, ông cũng sáng tác thêm bản "Người là niềm tin tất thắng" rồi nhờ nghệ sĩ dương cầm Hoàng Mãnh và ca sĩ Bích Liên thu thanh phát trên đài Tiếng nói Việt Nam. "Đường Trường Sơn chiến công gọi chiến công" của Chu Minh cùng các tác phẩm khác của Tân Huyền, Văn Dung là kết quả của chuyến đi đầy thử thách vào đường Trường Sơn mùa khô năm 1972. Năm 1973, Chu Minh viết "Ta tự hào đi lên, ôi Việt Nam" dựa theo thơ Hoàng Trung Thông. Đây là ca khúc trữ tình mang phong cách chính luận, và là cột mốc thứ hai trong sáng tác ca khúc của nhạc sĩ giai đoạn trước năm 1975. Trần Khánh là ca sĩ đầu tiên trình diễn thành công bài hát này.
Những sáng tác tiêu biểu cho thanh nhạc của Chu Minh đã thể hiện được sự đóng góp của ông vào âm nhạc Việt Nam trong khoảng thời gian ông có chuyến đi thực tế phục vụ cho cuộc chiến tranh Việt Nam. Song song với ca khúc, ông vẫn tiếp tục đóng góp cho khí nhạc như Tổ khúc "Khăn quàng đỏ" cho piano, Concerto cho piano và dàn nhạc giao hưởng "Tuổi trẻ"... Concerto cho piano "Tuổi trẻ" mà Chu Minh hoàn thành năm 1986 là tác phẩm ra đời mừng Đại hội Đảng Cộng Sản Việt Nam lần thứ VI và chuẩn bị 30 năm thành lập Hội Nhạc sĩ Việt Nam. Tuy là concerto nhưng tác phẩm còn thể hiện tính chất của thơ giao hưởng bởi concerto này còn thể hiện một nội dung cụ thể, là tình cảm của ông dành cho tuổi trẻ Việt Nam. Ngoài ra, Chu Minh còn viết nhạc múa như "Trừ Văn Thố", "Lũy hoa" cùng một số lượng lớn âm nhạc cho điện ảnh với khoảng 20 bộ phim truyện và phim tài liệu. Ca kịch "Tiếng ru" một màn, ba cảnh được hoàn thành năm 1971 là tác phẩm mà ông viết về đề tài công nhân vùng mỏ.
Năm 2019, một đêm nhạc mang tên "Ta tự hào đi lên! Ôi Việt Nam" được tổ chức với tư cách là món quà tri ân của thế hệ các nhạc sĩ, nghệ sĩ dành tặng Chu Minh.
Ông qua đời ngày 17 tháng 10 năm 2023 ở tuổi 92 tại bệnh viện Hữu Nghị, Hà Nội.

## Thành tựu
Chu Minh đã được Nhà nước Việt Nam trao tặng Giải thưởng Nhà nước năm 2001, Huân chương Kháng chiến chống Pháp hạng Ba, Huân chương Kháng chiến chống Mỹ hạng Nhì, Huân chương Lao Động hạng Nhì. Năm 2017, ông được trao Giải thưởng Hồ Chí Minh về văn học - nghệ thuật.

## Đời tư
Năm 1975, Chu Minh chuyển nhà từ Mai Dịch về khu vực phố cổ Hà Nội, ban đầu ông ở nhà bà con, sau đó mua được căn nhà từ một người do nhạc sĩ Lưu Cầu sang tên. Năm 1979, Chu Minh được Nhà nước Việt Nam cấp một căn hộ trên khu nhà tập thể 5 tầng ở phố Giảng Võ, quận Ba Đình, Hà Nội. Ông có 2 người con gái, người con gái đầu tên Triệu Tú Vân sinh năm 1962, hiện công tác tại Hội Nhạc sĩ Việt Nam. Người con gái thứ hai tên Triệu Tú My sinh năm 1975, là một nghệ sĩ dương cầm và là giảng viên tại Học viện Âm nhạc Quốc gia Việt Nam.

## Đánh giá
Số lượng tác phẩm mà Chu Minh sáng tác không nhiều, nhưng tác phẩm của ông thể hiện ông là người tiên phong và là "bậc thầy" trong nền âm nhạc mới Việt Nam. Ông là một trong số ít nhạc sĩ đương thời thành công trong cả hai loại hình thanh nhạc và khí nhạc. Trong những tác phẩm của Chu Minh sáng tác không chỉ có những ca khúc về Hồ Chí Minh, về Việt Nam mà có thêm hàng loạt những công trình thanh nhạc cũng như khí nhạc từ lâu đã là tài liệu giảng dạy trong các trường nghệ thuật trong cả nước. Theo nhà lý luận âm nhạc Nguyễn Thị Nhung, phong cách âm nhạc của Chu Minh có tính trữ tình, triết lý suy tư ngay cả trong các ca khúc, nhạc giao hưởng – thính phòng cũng như âm nhạc cho sân khấu và điện ảnh. Bà còn cho biết thêm âm nhạc của Chu Minh "không dễ dãi, không gò bó" nhưng vẫn logic trong sự phát triển hình tượng qua các phương tiện của ngôn ngữ âm nhạc.

### Sáng tác thanh nhạc
Những sáng tác cho thanh nhạc của Chu Minh chủ yếu là ca khúc, trong đó có cả ca khúc tập thể và một số lượng đáng kể ca khúc nghệ thuật. Những sáng tác ở thể loại lớn như hợp xướng, hợp ca là những tiết mục riêng biệt trong các tác phẩm viết cho sân khấu và điện ảnh, đặc biệt là vở ca kịch "Tiếng ru" 1 màn, 3 cảnh. Ông đã xuất bản tập ca khúc "Người là niềm tin tất thắng" gồm 20 bài, do Nhà xuất bản Văn hóa phát hành năm 1980. Hội Nhạc sĩ Việt Nam cùng Nhà xuất bản Âm nhạc cũng đã phát hành "Tuyển chọn ca khúc" năm 1994 của Chu Minh gồm 12 bài kèm theo băng cassette. Ca khúc của Chu Minh có tác phẩm là phổ thơ hoặc phỏng thơ từ nhiều nhà thơ khác nhau, nhưng đa phần các bà ca ấy đều do ông viết lời. Lời ca trong ca khúc của ông được nhận xét là "giàu suy tư, hình tượng".
Ca khúc của Chu Minh thường có cấu trúc ở các hình thức đơn giản, trong đó đa số sáng tác ở hình thức hai đoạn đơn, mỗi bài có sự sáng tạo riêng để phù hợp với nội dung. Ông cũng thường sử dụng hình thức hai đoạn đơn không có tái hiện – tương phản hoặc hai đoạn đơn có phát triển. Khi viết ở hình thức ba đoạn đơn, Chu Minh thường sử dụng đoạn thứ ba là miêu tả lại có thay đổi từ đoạn a trình  bày thành dạng a b a hay tiếp tục phát triển thành các đoạn khác nhau như a b c, cũng có khi đoạn thứ ba lại tổng hợp chất liệu của cả hai đoạn đầu. Với một bài ca ở khuông khổ không quá lớn, để vừa có tính thống nhất mà vẫn phát triển được hình tượng âm nhạc, Chu Minh ưa thích dùng thủ pháp biến đổi chất liệu, mô tiến, mô phỏng từ một mô típ chính của tác phẩm két hợp với sự thay đổi tiết tấu, tiết luật.
Những ca khúc mà Chu Minh sáng tác có thể xem là đa dạng, và ông luôn ý thức phải đưa ca khúc nghệ thuật đến với công chúng. Ca khúc của Chu Minh có phong cách âm nhạc riêng, không tư duy cấu trúc và sử dụng âm ngôn ngữ âm nhạc phương Tây.

### Sáng tác khí nhạc
Sáng tác cho khí nhạc của Chu Minh gồm những tác phẩm thuộc thể loại thính phòng và giao hưởng. Cách sáng tác âm nhạc thính phòng của ông  là sự tiết kiệm tối đa chất liệu thông qua thủ pháp mô phỏng điệu tính biến tấu như trong hòa tấu âm nhạc cổ truyền Việt nam để tạo tính thống, phát triển hình tượng âm nhạc. Đối với âm nhạc giao hưởng, ông sáng tác 2 thể loại lớn là tổ khúc giao hưởng và concerto. "Miền Nam tuyến đầu" là tác phẩm giao hưởng có giá trị nghệ thuật của âm nhạc giao hưởng Việt Nam. Các tác phẩm khí nhạc của Chu Minh thể hiện sự vận dụng các hình thức thể loại âm nhạc phương Tây trên chất liệu âm nhạc dân tộc với các phương tiện của ngôn ngữ về lối tiến hành giai điệu, tiết tấu, hòa âm, phối khí... sao cho phù hợp với hình tượng âm nhạc và sự phát triển các hình tượng ấy một cách logic. Ông áp dụng lối hòa âm của châu Âu nhưng vẫn quan tâm đến quãng đặc trưng trong khi vận dụng giai điệu theo âm giai ngũ cung.

## Danh sách tác phẩm

### Thanh nhạc
- "Hoa sen"
- "Ta yêu Cụ Hồ"
- "Ánh lửa tình yêu"
- "Lúa hợp tác"
- "Lớp công nhân"
- "Ngợi ca"
- "Lời ca mở tuyến"
- "Đường đi trăm tuyến"
- "Người là niềm tin tất thắng"
- "Trái tim đỏ trên đất Vàng Danh"
- "Đường Trường Sơn chiến công gọi những chiến công"
- "Đường đi trăm nẻo"
- "Em có hay chăng nơi đây cao nguyên?"
- "Điệp khúc quê hương"
- "Ta tự hào đi lên ôi Việt Nam"
- "Màu xanh ánh mắt quê hương"
- "Nụ cười tia nắng"
- "Ru lời tôi ru ngàn năm không lời
- "Chân dung Núi Thành"
- "Thành phố tôi – nơi tâm hồn lộng gió"
- "Biển của anh – biển của em"
- "Trừ Văn Thố"
- "Lũy hoa"
- "Tiếng ru" (ca kịch)
- "Đừng buồn nghe em"
- "Mai em đi rồi"
- "Nhặt tiếng đàn rơi"

### Thính phòng – giao hưởng
- Tổ khúc giao hưởng "Khăn quàng đỏ"
- Concerto cho piano "Tuổi trẻ"
- Giao hưởng một chương "Ngã ba Đồng Lộc"
- Tổ khúc giao hưởng "Miền nam tuyến đầu"
- "Tam tấu đàn dây"
- Ouverture "Thành phố Hồ Chí Minh" và "Thành phố trẻ – Dáng đứng Việt Nam" (viết với Trần Quý)